# Physotarsus maculipennis
Physotarsus maculipennis là một loài tò vò trong họ Ichneumonidae.